# Ремесник, Юрий Петрович
Юрий Петрович Ремесник (17 ноября 1939, Кугоейская, Краснодарский край — 1 декабря 2022, Азов, Ростовская область) — советский и российский поэт-песенник. Член Союза писателей России (2001). Почётный гражданин города Азова Ростовской области (1999), руководитель городского литературного объединения «Петрович».

## Биография
Юрий Петрович Ремесник родился 17 ноября 1939 года в станице Кугоейской Крыловского района Краснодарского края. Рано остался без отца, Петра Терентьевича, погибшего в 1942 году на фронте под Старой Руссой; воспитывался матерью, Раисой Денисовной, работавшей учительницей русского языка и литературы, и отчимом Алексеем Ивановичем Малых, вернувшимся с войны с тяжёлым ранением.
В 1946 году, в голодное для Кубани время, вместе с семьёй переехал в Алма-Ату. После окончания 10 классов школы и Батайского железнодорожного училища работал монтёром, принимал участие в сооружении телеграфной линии между Москвой и Пекином, Бухтарминской ГЭС, телевизионной вышки в Тобольске. Будучи призванным в ряды Каспийской флотилии, проходил срочную службу электриком на одном из её торпедных катеров. После демобилизации вернулся в Алма-Ату, где окончил местный кинотехникум и работал ассистентом оператора Асхата Ашранова на киностудии «Казахфильм».
В 1966 году в связи с болезнью жены и рекомендациями врачей о смене для неё климата Юрий Петрович переехал в город Азов Ростовской области, где в то время проживали его родственники. Здесь работал слесарем-сборщиком на оптико-механическом заводе, киномехаником в кинотеатре «Родина», крановщиком в литейном цехе завода по производству кузнечно-прессовых автоматов.
В середине 1970-х годов учился в Литературном институте, где одним из его преподавателей был Александр Твардовский, однако не окончил его.
В 1999 году «за большой вклад в развитие культуры города Азова и всей России, за плодотворную поэтическую деятельность» Юрию Петровичу было присвоено звание Почётного гражданина Азова. В 2001 году поэт был принят в Союз писателей России.
Скончался 1 декабря 2022 года.

## Творчество
Своё первое стихотворение Юрий Ремесник написал ещё для школьной стенгазеты; уже в ранние годы печатался в журналах «Юность», «Молодая гвардия», «Дон». В 1977 году Ростовское книжное издательство выпустило первую книгу стихов Юрия Петровича «Живая вода».
В 1988 году Ремесник познакомился с Вячеславом Малежиком: на концерте последнего в Ростовском Дворце спорта Юрий Петрович вместе с преподнесённым певцу и композитору букетом цветов вложил в него конверт со своими стихами. Уже спустя семь дней после знакомства у дуэта появилась первая совместная песня, и в дальнейшем ими было написано свыше 150 текстов в соавторстве.
В 1999 году в Ростовском книжном издательстве был подготовлен новый сборник стихов, песен, романсов Юрия Ремесника — «В плену любви», который был издан в 2000 году в Ростове-на-Дону, а спустя два года переиздан в Москве.

## Избранные издания
- Живая вода. Стихи. — Ростов н/Д: Ростиздат, 1977.
- В плену любви. Стихи. — Ростов н/Д: Ростиздат, 2000.
- В плену любви. Стихи. — М.: Книга и бизнес, 2002.
- Я с вами поделюсь… Стихи. — Азов: Март, 2004.
- Кардиограмма судьбы. Стихи. — Ростов н/Д: Дониздат, 2009.
- Лишь любовь оставляю в наследство. Стихи. — Азов: Библиотека газеты «Азовская неделя», 2014.